# Yadgir
Yadgir è una città dell'India di 58.802 abitanti, capoluogo del distretto di Yadgir, nello stato federato del Karnataka. In base al numero di abitanti la città rientra nella classe II (da 50.000 a 99.999 persone).
Fino al 30 dicembre 2009 la città è appartenuta al distretto di Gulbarga.

## Geografia fisica
La città è situata a 16° 46' 0 N e 77° 7' 60 E e ha un'altitudine di 388 m s.l.m..

## Società

### Evoluzione demografica
Al censimento del 2001 la popolazione di Yadgir assommava a 58.802 persone, delle quali 29.962 maschi e 28.840 femmine. I bambini di età inferiore o uguale ai sei anni assommavano a 8.745, dei quali 4.556 maschi e 4.189 femmine. Infine, coloro che erano in grado di saper almeno leggere e scrivere erano 33.087, dei quali 19.372 maschi e 13.715 femmine.